# Luca Olivieri
Luca Olivieri (* 12. August 1962 in Verona) ist ein italienischer Gitarrist und Sänger.

## Leben und Wirken
Olivieri begann bereits im Alter von acht Jahren eine Ausbildung in klassischer Gitarre und Gesang. Er entdeckte bald seine Begeisterung für den Rock ’n’ Roll, insbesondere die Musik von Elvis Presley. In den 1980er Jahren übernahm er von Gitarristen wie Scotty More, Duck Backer und Stefan Grossman die Technik des Fingerpicking und wechselte unter dem Eindruck von James Burton zur E-Gitarre. Unter dem Einfluss von Albert Lee, Brent Mason, Vince Gill und Brad Paisley kam er schließlich zur Countrymusik.
1997 lud ihn Pierpaolo Adda zum Soave Guitar Festival ein, wo er Albert Lee begleitete. In den Folgejahren arbeitete er mit Musikern wie Johnny Hiland, Jerry Donahue, Tommy Emmanuel und John Jorgenson zusammen. James Burton lud ihn in die USA ein, wo er in Nashville und Memphis mit der Originalband von Elvis Presley auftrat. Ebenfalls auf Einladung von Burton nahm er 2007 am Festival von Shreveport teil, 2010 trat er mit Burton beim Summer Jamboree Festival auf. In jüngerer Zeit arbeitet Olivieri regelmäßig mit Bobby Solo zusammen. Er trat mit ihm in zahlreichen Shows in Europa, Kanada und den USA und im Fernsehen auf.

## Diskografie
- The road to Memphis, 1995
- I don’t like snakes, 1996
- Hot pickin’, 1999
- I’m from the country, 2000
- Evis the greatest hits, 2001
- American traditional country, 2001
- Elvis love songs, 2003
- The Best off, 2011